# Сергій Сичов
Сергій Сичов (нар. 6 лютого 1977, Одеса) — український та естонський фігурист.

## Кар'єра
Виступав на міжнародних змаганнях за Естонію, а також — на міжнародних змаганнях за Україну на юніорському рівні разом з Юлією Шевченко. У 1999 році він об'єднався з Анною Мосенковою, щоб виступати за Естонію.
Разом з Мосенковою є національним чемпіоном Естонії 2000-2002 років, виступав на чемпіонатах світу та Європи з фігурного катання, а на чемпіонаті Європи з фігурного катання 2000 року посів 21-е місце. Вони також змагалися на Гран-прі ISU з фігурного катання. Їх тренувала Леа Ранд, мати естонських фігуристів Крістіана і Тааві Ранд.